# یاسین امریویی
یاسین امریویی (انگلیسی: Yassine Amrioui؛ زادهٔ ۲۱ فوریهٔ ۱۹۹۵) بازیکن فوتبال اهل فرانسه است.
وی همچنین در تیم‌های ملی فوتبال France national under-16 football team، زیر ۱۷ سال فرانسه، و Morocco A' national football team بازی کرده‌است.